# Mont Yudono
Le mont Yudono (湯殿山, Yudono-san) s'élève à 1 500 m d'altitude. Il fait partie des trois monts Dewa.

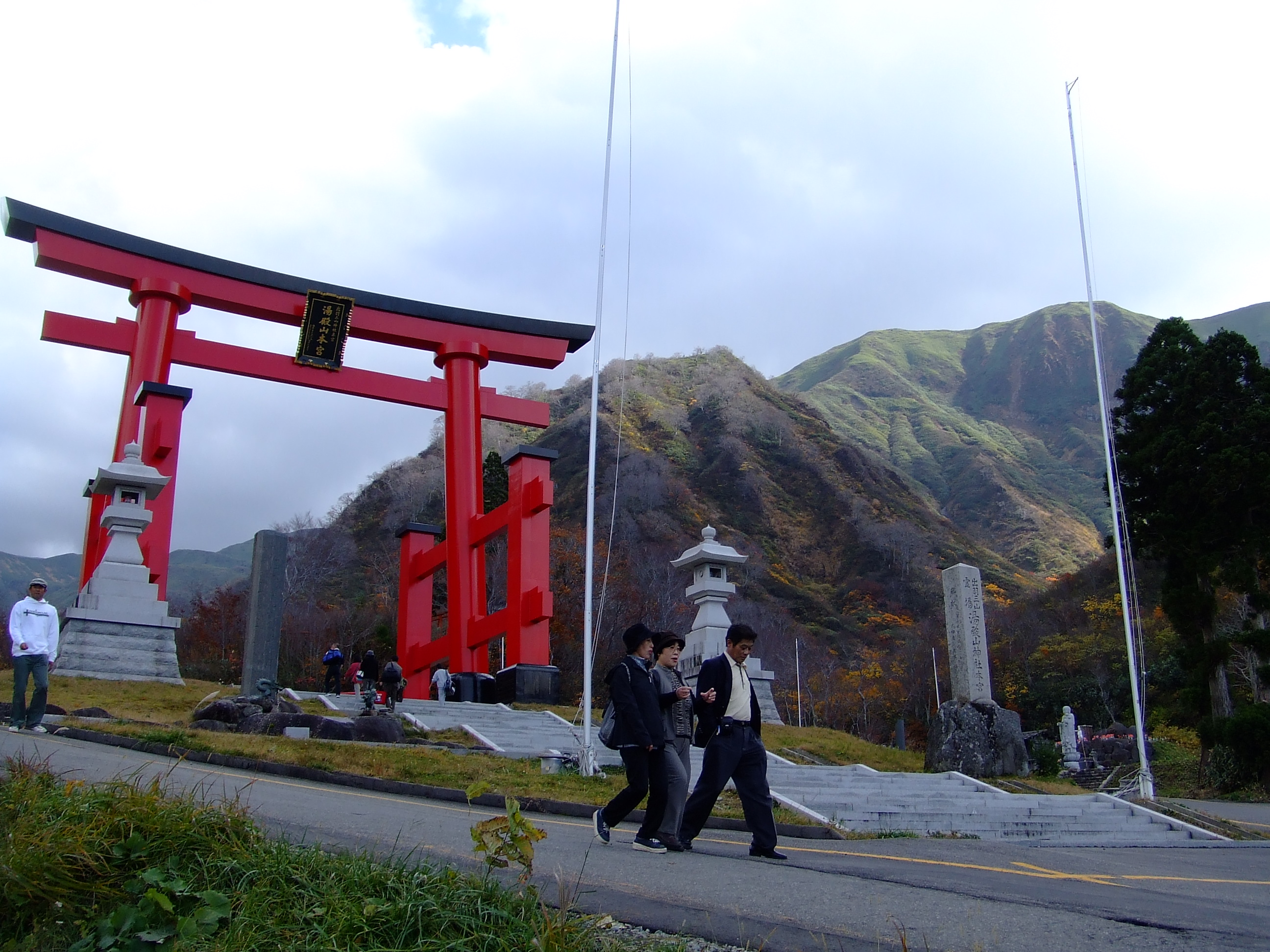
Le torii à l'entrée du sanctuaire du mont Yudono.
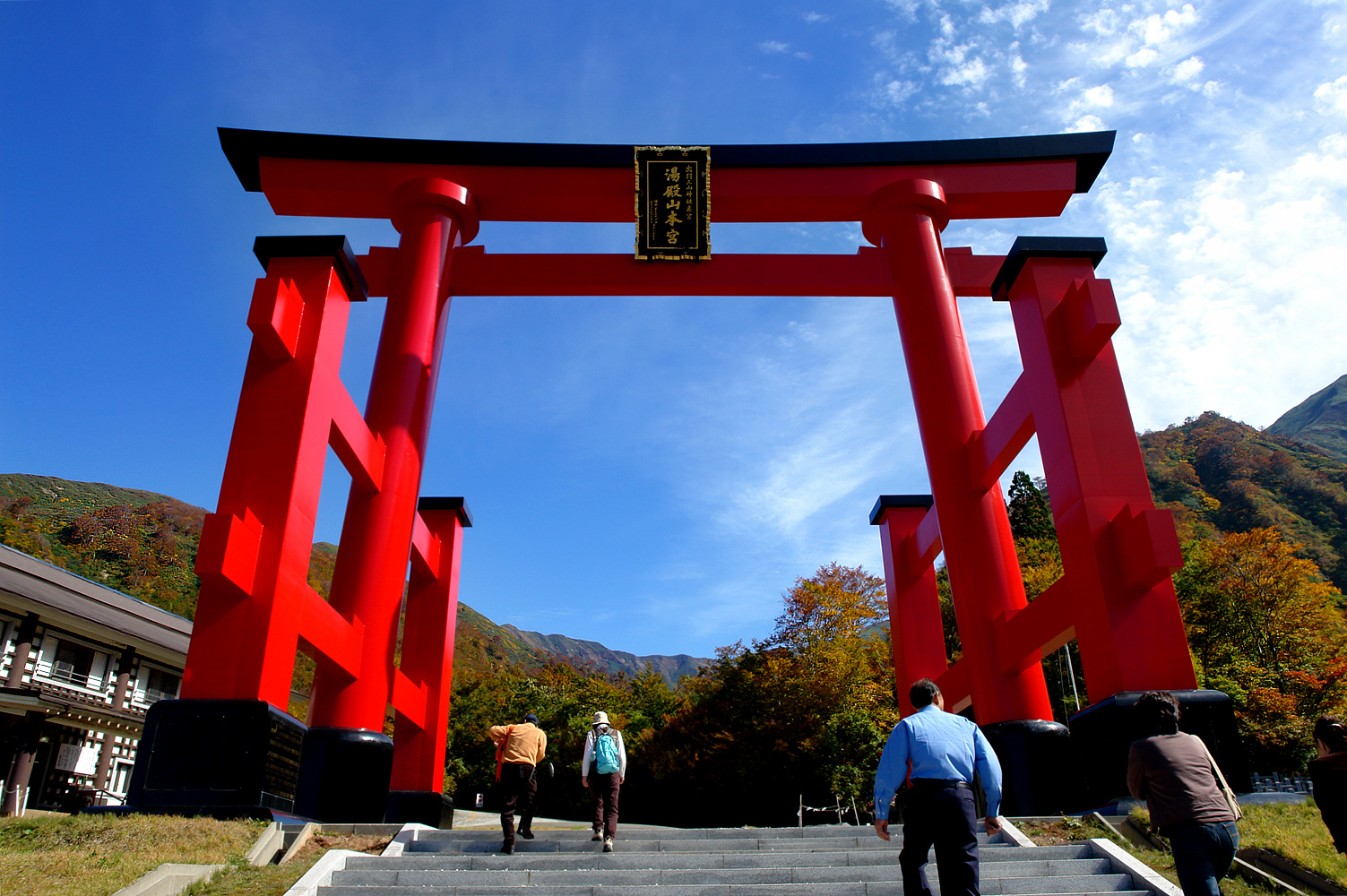
En face du torii.
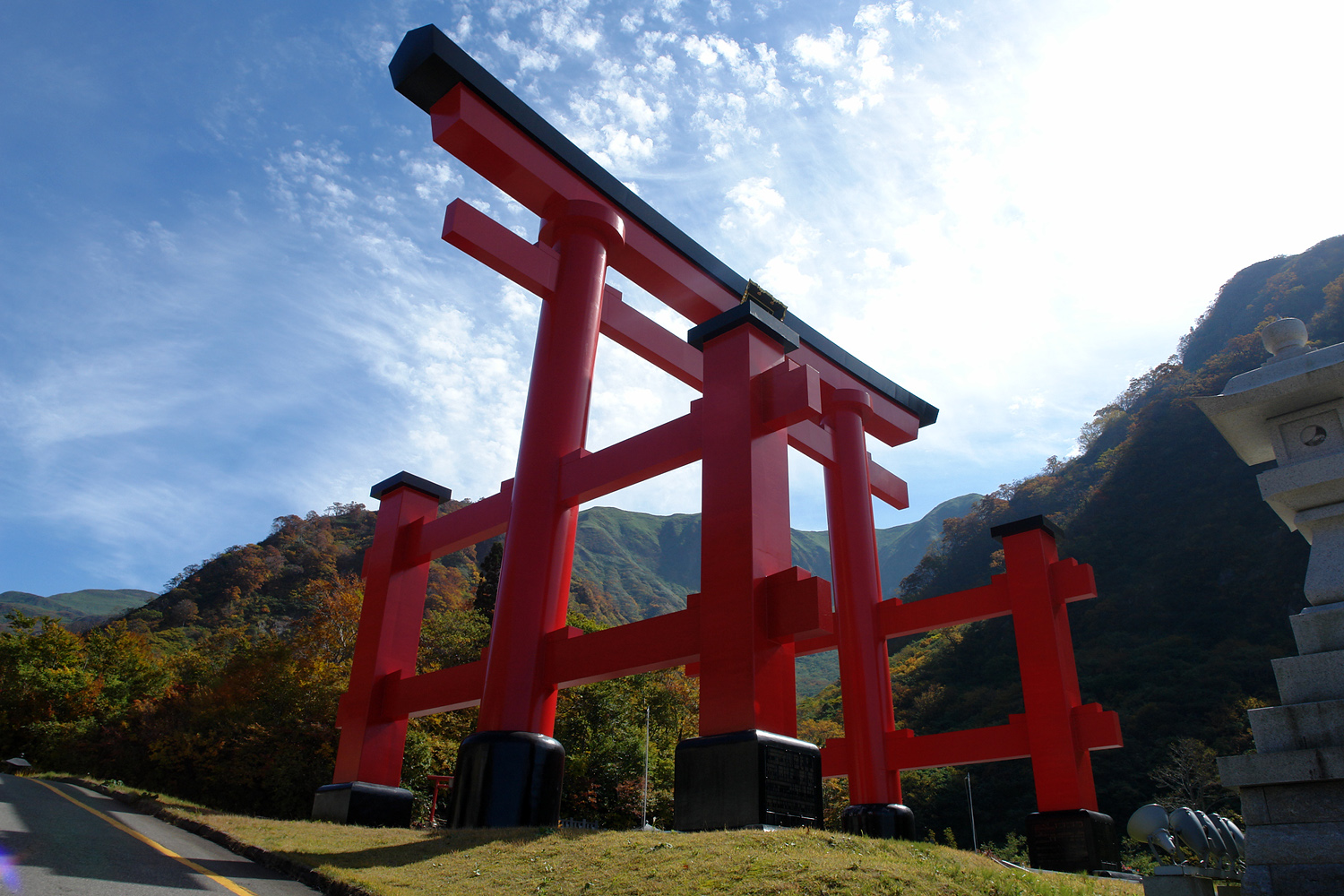
Le torii vu de côté.